# AN/SPS-6
L'AN/SPS-6 è stato un radar navale di ricerca aerea e di superficie bidimensionale progettato dalla Westinghouse Electric Co. Ltd. per la US Navy e adottato in numerose unità navali di Marine di paesi alleati dagli Stati Uniti, fra cui la Marina Militare Italiana.

## Storia
Il radar, che è stato uno della prima generazione dopo la seconda guerra mondiale, è stato sviluppato sul radar antiaereo AN/TPS-1 che era un radar antiaereo terrestre di facile trasporto. Il radar aveva un'antenna parabolica e operava in banda L. Il prototipo del radar venne consegnato nel 1948 alla US Navy e venne imbarcato sull'USS Macon, un incrociatore pesante della Classe Baltimore. La produzione su vasta scala avvenne tra il 1950 e il 1952 e il radar venne largamente usato nei cacciatorpediniere scorta riconvertiti in picchetto radar.

## Varianti
- AN/SPS-6: le dimensioni dell'antenna erano 18 ft (5.500 mm) × 5 ft (1.500 mm), la larghezza del fascio è di 3° × 20° e aveva una portata di 80 miglia (150 km).
- AN/SPS-6A: le dimensioni dell'antenna erano simili all'AN/SPS-6, ma la larghezza del fascio è di 3° × 20 ° e aveva una portata di 70 miglia.
- AN/SPS-6B: la larghezza del fascio era 3° × 30° con una portata di 145 miglia (269 km).
- AN/SPS-6C: simile all'AN/SPS-6B ma con l'antenna più leggera
- AN/SPS-6D: simile all'AN/SPS-6C ma con IFF
- AN/SPS-6E: versione finale ottenuta impiegando un trasmettitore più potente

## Marina Militare Italiana
La Marina Militare ha equipaggiato le più importanti unità di linea con la versione AN/SPS-6C che a partire dal 1953 fino al 1958 venne imbarcata sui cacciatorpediniere Granatiere, Carabiniere, Grecale, Artigliere, Aviere, San Giorgio, San Marco, Impetuoso e Indomito, sulle fregate classe Centauro e Canopo, sugli avviso scorta Aldebaran, Altair e Andromeda, sulle torpediniere Orsa e Orione, sulle corvette Danaide, Cormorano, Sfinge, sulla nave appoggio Cavezzale, sugli incrociatori Montecuccoli, Duca degli Abruzzi e sul Garibaldi, dopo i lavori di trasformazione in incrociatore missilistico. A differenza delle altre due unità della classe Centauro, le fregate Castore e Cigno all'entrata in servizio erano equipaggiate con un radar di scoperta aeronavale MLA-1 di produzione italiana, prodotta dalla Microlambda, che per motivi di omogeneità venne sostituito tra il 1959 e il 1960 con l'AN/SPS-6C, precedentemente imbarcati sul Carabiniere, destinato ad assolvere il compito di nave esperienze, e sul Grecale, destinato ad assolvere il compito di unità sede di comando.
Tra il 1958 e il 1964 i radar AN/SPS-6C sbarcati dal Duca degli Abruzzi, dal Montecuccoli, Granatiere, Orsa e Orione, che in quel periodo vennero poste in disarmo, vennero imbarcati sulla nave da sbarco Etna e sulle corvette Farfalla, Scimitarra, Sfinge, Sibilla, quattro corvette della classe Gabbiano.
L'ultima unità della Marina Militare a imbarcare il radar AN/SPS-6C, fu nel 1972 la nave trasporto truppe Andrea Bafile, che dopo un ciclo di lavori venne dotato di un ponte di volo a poppa, e venne equipaggiato con l'AN/SPS-6C sbarcato dal Giuseppe Garibaldi posto in disarmo; il Andrea Bafile era dotato anche del radar SK 2, vecchio radar di ricerca aerea caratterizzato da un’antenna di forma circolare, imbarcato all'inizio degli anni cinquanta a bordo degli incrociatori classe Duca degli Abruzzi.
Il radar AN/SPS-6 venne sostituito a partire dalla fine degli anni cinquanta dal radar AN/SPS-12 sviluppata sul modello AN/SPS-6C e imbarcato a partire dal 1959 sulle fregate Bergamini, sui cacciatorpediniere Impavido e sugli incrociatori Doria.